# Dwingeloo

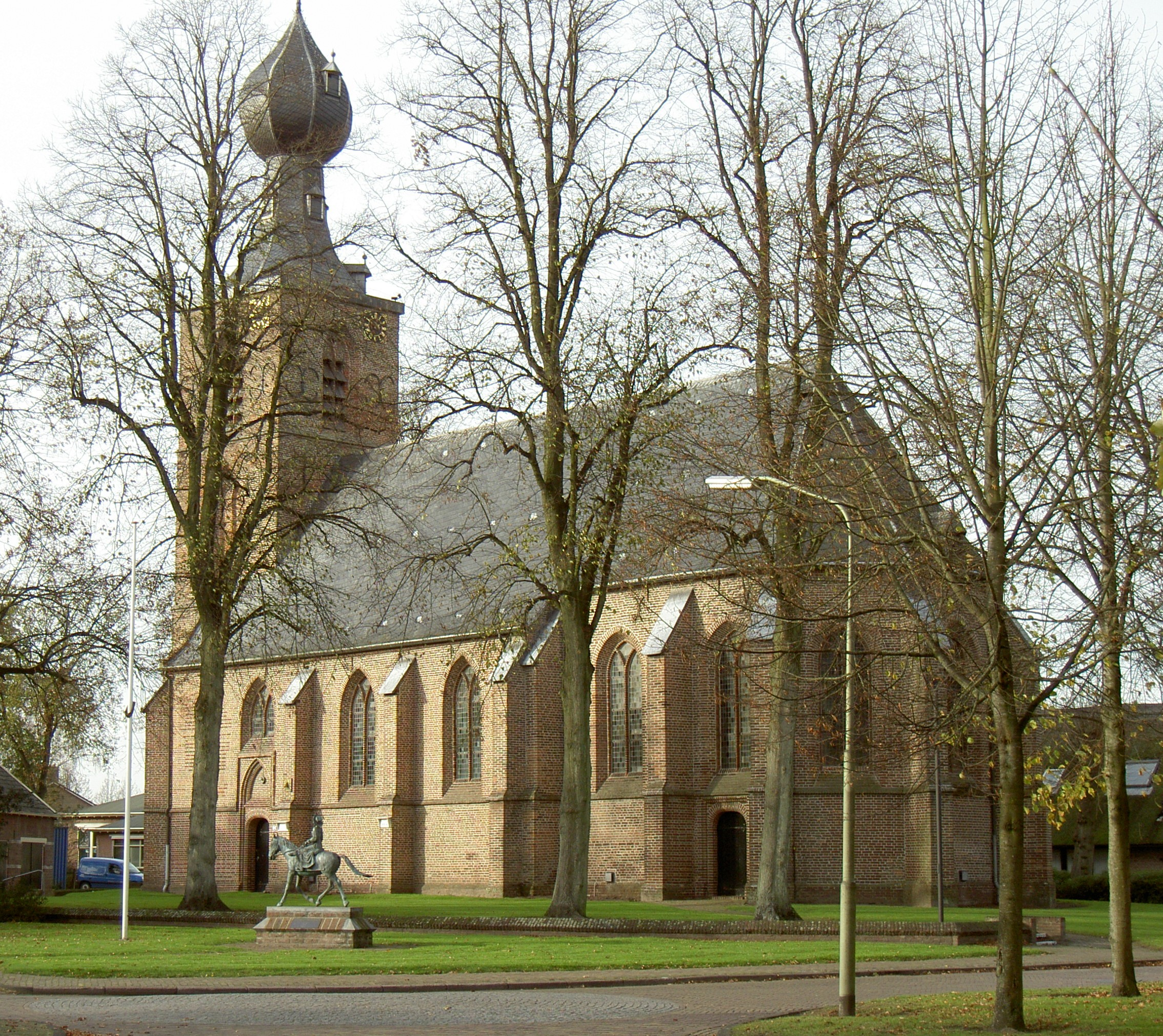
St.-Nicolas-Kirche Dwingeloo

Dwingeloo ist ein Dorf in den Niederlanden. Es gehört zur Gemeinde Westerveld und befindet sich in der Provinz Drenthe zwischen der Autobahn 28 (Europastraße 232) und der Nationalstraße 371, die durch die unmittelbar an Dwingeloo vorbeiführende Nationalstraße 855 miteinander verbunden sind.
Im Jahr 2024 hatte das Dorf 2805 Einwohner.
Nahe Dwingeloo befindet sich ein Radioteleskop, das 1956 in Betrieb ging und damals mit 25 m Durchmesser das größte der Welt war. 2000 ging es außer Betrieb, wurde aber 2013 wieder betriebsfähig gemacht und von Amateurastronomen benutzt und wurde außerdem technisches Denkmal. Ein Großteil der Mitarbeiter des niederländischen Instituts für Radioastronomie ASTRON arbeiten noch dort, und es befindet sich dort ein Testfeld von LOFAR.

## Politik

### Sitzverteilung im Gemeinderat
Bis zur Auflösung der Gemeinde ergab sich seit 1982 folgende Sitzverteilung:
| Partei                     | Sitze | Sitze | Sitze | Sitze |
| Partei                     | 1982  | 1986  | 1990  | 1994  |
| -------------------------- | ----- | ----- | ----- | ----- |
| PvdA                       | 4     | 4     | 4     | 3     |
| VVD                        | 3     | 3     | 3     | 3     |
| CDA                        | 2     | 2     | 2     | 2     |
| Gemeentebelangen Dwingeloo | 2     | 2     | 2     | 2     |
| D66                        | –     | –     | –     | 1     |
| Gesamt                     | 11    | 11    | 11    | 11    |

## Persönlichkeiten
- Cornelis Hofstede de Groot (1863–1930), in Dwingeloo geborener Kunsthistoriker